# D-A-CH

Pays désignés par l'acronyme "D-A-CH" ou "DACH"

DA-CH ou DACH est un acronyme utilisé pour désigner l'Allemagne, l'Autriche et la Suisse.
Il est formé des initiales des trois pays :
- D pour Deutschland (terme allemand pour désigner l'Allemagne) ;
- A pour Austria (terme latin pour désigner l'Autriche) et
- CH pour Confoederatio Helvetica (terme latin pour désigner la Suisse)

L'abréviation GSA (Germany, Switzerland, Austria) est aussi utilisée par équivalence en langue anglaise.

## Utilisation
Le terme est utilisé pour désigner ces 3 pays étant les principaux pays germanophones, par exemple, comme nom d'événements, dans des projets communs, dans les organisations d'entreprises (structure de vente) et dans les cartes des appareils de navigation (GPS) utilisés dans ces 3 pays.
Quelques exemples d'utilisation :
- En nutrition, avec par exemple les "Valeurs de référence DA-CH pour l'apport en nutriments" (D-A-CH-Referenzwerte für die Nährstoffzufuhr):

- Dans des noms d'associations avec "l'Association européenne des avocats DACH" (Europäische Anwaltsvereinigung DACH)
- Dans des noms de sociétés (FlixBus DACH)

## Variantes
- DACH+ est une initiative Interreg de l'Union européenne, de la Suisse et du Liechtenstein. L'objectif du projet est d'établir une planification spatiale commune dans la Vallée des Alpes Rhénanes, autour du Lac de Constance et dans le Haut Rhin et de renforcer la coopération transfrontalière. Le plus dans le nom symbolise la Principauté du Liechtenstein, en plus des pays DACH[1].
- DACHL, DACHLI, ou D-A-CH-LI est utilisé pour inclure le Liechtenstein et/ou le Luxembourg. Pour inclure l'Italie, l'acronyme DACHI est parfois utilisé même si l'on peut aussi utiliser DACHS pour inclure le Tyrol du Sud (Südtirol en allemand, d'où le S)